# Йован Шумковски
Йован Шумковски (на македонска литературна норма: Јован Шумковски) е северномакедонски художник, видна фигура на постмодернизма в страната. Определян е като „един от най-значителните и най-влиятелните македонски художници“.

## Биография
Роден е на 18 януари 1962 година в Скопие. В 1986 година завършва Факултета по изобразително изкуство на Скопския университет, а в 1999 година прави магистратура там. Има самостоятелни изложби в Скопие, Белград, Брюксел, Ню Йорк, Стокхолм. Участник е на биеналето в Сао Паоло в 1994 година и във Венеция в 2001 година. Прилага деконструктивистки подход в езика на картините си и обектите на инсталациите си.
Преподава във Факултета по изобразително изкуство на Скопския университет, където е редовен професор от 2002 година.
От 17 декември 2020 година до 21 февруари 2021 година в Музея на съвременното изкуство има негова ретроспективна изложба „Вода/Зид“.